# Faculté de pharmacie de l'Université Laval
La Faculté de pharmacie est l'une des 17 facultés de l'Université Laval, située à Québec.

## Description
La Faculté de pharmacie est située au pavillon Ferdinand-Vandry. Un diplôme est décerné au premier, deuxième et troisième cycle.  Les domaines de recherche touchent notamment la biopharmacie, la pharmacogénétique, la pharmacogénomique, les cibles thérapeutiques, la pharmacothérapie, la pharmacovigilance, l’adhésion au traitement, les soins pharmaceutiques et la pratique professionnelle. La doyenne actuelle de la Faculté de pharmacie est Julie Méthot. 

## Historique
Dès 1860, apprentis pharmaciens ont la possibilité d’assister aux cours de la Faculté de médecine,.  En 1924, l’École de pharmacie est créée et rattachée à la Faculté des arts. En 1942 l’École est rattachée à la Faculté des sciences et le programme devient d’une durée de quatre ans. Elle alors située sur le boulevard de l’Entente.  En 1962, elle est transférée au pavillon Alexandre-Vachon. L’École est ensuite rattachée à la Faculté de médecine en 1964 et transférée au pavillon Ferdinand-Vandry en 1990.  Elle acquiert le statut de faculté en 1997. 